# (23457) Beiderbecke
(23457) Beiderbecke – planetoida z grupy pasa głównego asteroid okrążająca Słońce w ciągu 4,26 lat w średniej odległości 2,63 j.a. Odkrył ją Martin Geffert 5 kwietnia 1989 roku na zdjęciach wykonanych w Obserwatorium La Silla. Nazwa planetoidy pochodzi od Bixa Beiderbeckego (1903–1931) – amerykańskiego kornecisty, pianisty i kompozytora jazzowego.